# Jaume Reixach i Riba
Jaume Reixach i Riba (Vilanova del Camí, Anoia, 12 de març de 1958) és un periodista català.
Com a freelance va col·laborar, entre 1980 i 1982, a les revistes Actual, Interviú, Cuadernos para el Diálogo, La Calle..., amb reportatges d'investigació i denúncia. Des de la seva fundació l'any 1982, va treballar al setmanari català El Món. El 1983 es va incorporar com a redactor en cap al Diari de Barcelona, quan era autogestionat pels treballadors. Continuant en la línia del periodisme d'investigació, l'any 1984 va escriure -conjuntament amb els periodistes Francesc Baiges i Enric González- el llibre Banca Catalana: más que un banco, más que una crisis, editat per Plaza & Janés.
Des de gener de 1990 és editor i director del setmanari d'informació política, social i cultural El Triangle. El 2013 els treballadors del diari l'acusaren d'haver acomiadat dues terceres parts de la plantilla.
En els últims anys, i a banda d'El Triangle, El Triangle Diari, La Valira i El Trapezio, Jaume Reixach ha escrit regularment a les revistes Cambio 16 i Cuadernos para el Diálogo.

## Obra
En la seva tasca de periodista d'investigació i denúncia, Jaume Reixach ha participat com a coautor en els següents llibres:
- El combat ecologista a Catalunya, amb Xavier Garcia i Santiago Vilanova (1978)
- Banca Catalana: más que un banco, más que una crisis, amb Enric González i Siscu Baiges (1984)
- El pantà de Rialb. Elegia pel Mig Segre (1986), amb Xavier Garcia
- El lottogate (1988)
- Jordi Pujol. Historia de una obsesión, amb Siscu Baiges (1991)
- Las mil caras de Jordi Pujol. Vida y milagros (en castellà) amb Josep Manuel Novoa (2003)